# Yamato per sempre
Yamato per sempre (ヤマトよ永遠に?, Yamato yo Towa ni) è un film d'animazione del 1980 diretto da Leiji Matsumoto e Toshio Masuda.
Si tratta del terzo film cinematografico ispirato alla serie anime Star Blazers. Il film ha la caratteristica di passare dal formato VistaVision (1:1.85) al CinemaScope (1:2.35) quando la Yamato entra nella doppia galassia.

## Trama
L'impero della Nebulosa Nera (Black Nebula) attacca la Terra e minaccia di far saltare in aria il pianeta con una potentissima bomba se l'esercito terrestre dovesse contrattaccare. L'unica ed ultima speranza per la Terra è rappresentata dall'equipaggio della corazzata spaziale Yamato, che tenterà di disinnescare la bomba prima che sia troppo tardi.

## Colonna sonora
Sigle finale
- Galaxy Legend cantata da Hiromi Iwasaki
- Love Until That Day cantata da Akira Fuse